# Myles Lewis-Skelly
Myles Anthony Lewis-Skelly (ur. 26 września 2006 w Londynie) – angielski piłkarz występujący na pozycji pomocnika w angielskim klubie Arsenal oraz w reprezentacji Anglii.
Lewis-Skelly trafił do Arsenalu w wieku 8-9 lat, zaś swój debiut w pierwszym zespole zaliczył w sezonie 2024/25.
Wcześniej Lewis-Skelly reprezentował Anglię na wielu szczeblach młodzieżowych, aż wreszcie w marcu 2025 otrzymał powołanie do kadry seniorskiej na mecze eliminacji do Mistrzostw Świata 2026, debiutując i jednocześnie zdobywając pierwszego gola przy okazji spotkania z Albanią. Wygrał on również nagrodę dla zawodnika tego meczu.

## Początki
Myles Anthony Lewis-Skelly urodził się 26 września w 2006 w Denmark Hill w Londynie. Oboje jego rodziców urodzili się w Wielkiej Brytanii, ale posiadali karaibskie pochodzenie.
Podczas pobytu w akademii Arsenalu, Hale End, Lewis-Skelly uczęszczał do Aldenham School w Hertfordshire, grając równocześnie dla drużyny szkolnej oraz dla akademii.

## Kariera klubowa

### Wczesna kariera
Lewis-Skelly dołączył do akademii grającego w Premier League klubu Arsenal jako dziecko w wieku 8-9 lat. Przez kolejne szczeble akademii przechodził u boku swojego przyjaciela i partnera klubowego, Ethan Nwaneriego. Duet ten wspólnie zadebiutował w zespole do lat 18 podczas wygranego 6:1 spotkania z Reading, w którym obaj gracze trafiali do siatki.
Dzięki swoim występom w sezonie 2022/23 Lewis-Skelly zdobył uznanie, a sam klub dotarł do finału FA Youth Cup, w którym przegrał z West Hamem United. 6 lutego 2023 w meczu 5. rundy Lewis-Skelly wyszedł na boisko jako defensywny pomocnik, a Arsenal pokonał wynikiem 4:2 Watford. Następnie jeszcze w tym samym miesiącu podpisał on umowę stypendialną z klubem, dzięki czemu pozostał w Hale End na kolejne dwa lata, w których trakcie był też uprawniony do podpisania profesjonalnego kontraktu.
Jego występ w ćwierćfinałowym zwycięstwie z Cambridge United zyskał uznanie trenera, Jacka Wilshere'a, który stwierdził,  że Lewis-Skelly jest zdolny do "rzeczy, których nie da się po prostu nauczyć" . W półfinale z Manchesterem City zdobył on zwycięskiego gola w ostatniej minucie doliczonegop czasu gry, zaś Arsenal wygrał 2:1.

### Arsenal
5 października 2023 Arsenal ogłosił, że Lewis-Skelly podpisał pierwszy profesjonalny kontrakt z klubem. Debiut w barwach pierwszej drużyny zaliczył on 22 września 2024 w zremisowany 2:2 wyjazdowym meczu z Manchesterem City, wchodząc w doliczonym czasie drugiej połowy w miejsce Jurriëna Timbera. W tym samym meczu dostał on od sędziego Michaela Olivera żółtą kartkę jeszcze przed wejściem na boisko. Trzy dni później Lewis-Skelly po raz pierwszy w seniorskiej karierze wyszedł w podstawowym składzie, a Arsenal pokonał 5:1 Bolton Wanderers w meczu Pucharu Ligi Angielskiej. 11 grudnia po raz pierwszy wyszedł w podstawowym składzie na wygrane 3:0 spotkanie Ligi Mistrzów z Monaco, stając się najmłodszym od 2011 roku graczem, który znalazł się w wyjściowym składzie Arsenalu w tych rozgrywkach. Trzy dni później po raz pierwszy znalazł się w podstawowym składzie na spotkanie Premier League, a Arsenal zremisował 0:0 z Evertonem.
25 stycznia 2025 Lewis-Skelly w kontrowersyjnych okolicznościach otrzymał od Michaela Olivera bezpośrednią czerwoną kartkę w meczu z Wolverhampton Wanderers po faulu na Matcie Dohertym, który uznano za poważne wejście. Arsenal jednak wygrał ten mecz wynikiem 1:0. 28 stycznia poinformowano, że Lewis-Skelly uniknie trzymeczowego zawieszenia po tym, jak niezależna komisja regulacyjna z ramienia The FA uwzględniła odwołanie Arsenalu w sprawie czerwonej kartki. W uzasadnieniu opublikowanym przez komisję napisano, że "członkowie komisji byli jednomyślni w swojej opinii, że sędzia popełnił oczywisty błąd, wyrzucając MLS z boiska za wejście, którego się dopuścił". "MLS postawił nogę przed swoim przeciwnikiem i doprowadził do jego potknięcia się, prawdopodobnie celowo, ale uczynił to w oczywisty sposób nie narażając przeciwnika na niebezpieczeństwo i nie używając nadmiernej siły czy brutalności, nie 'rzucił się' też na swojego przeciwnika".
2 lutego Lewis-Skelly zdobył pierwszego gola dla Arsenalu w wygranym 5:1 spotkaniu z Manchesterem City na Emirates Stadium. Bramkę tę celebrował, wykonując kojarzony z Erlingiem Haalandem gest medytacji. We wcześniejszym bezpośrednim meczu na początku sezonu, w którym Manchester City zremisował 2:2, Haaland miał zapytać "Kim on, kurwa, jest". 22 lutego w spotkaniu z West Hamem United Lewis-Skelly zobaczył początkowo żółtą kartkę, która po interwencji VAR-u została zmieniona na kartkę czerwoną, gdyż uniemożliwił on w sposób nieprzepisowy zdobycie bramki. Arsenal przegrał to spotkanie 0:1.
19 czerwca 2025 ogłoszono, że Lewis-Skelly został jednym z sześciu graczy nominowanych do nagrody PFA Young Player of the Year. Tydzień później, 26 czerwca, klub potwierdził, iż podpisał z zawodnikiem nowy, długoterminowy kontrakt.
14 lipca 2025 Lewis-Skelly zajął drugie miejsce w Power Rankingu nagrody Złotego Chłopca 2025, ustępując jedynie Désiré Doué.

## Kariera reprezentacyjna

### Młodzieżowa
Oboje rodziców Lewisa-Skelly'ego to Brytyjczycy, podczas gdy jego dziadkowie posiadają mieszane pochodzenie karaibskie (Barbados, Gujana, Jamajka i Saint Lucia). On sam ma zaś prawo reprezentować na poziomie międzynarodowym zarówno Anglię, jak i Barbardos. Podczas kariery młodzieżowej w Arsenalu trenował on z reprezentacją Barbardosu. W czasie, gdy występował w reprezentacji Anglii do lat 16, Lewis-Skelly został powołany do składu kadry do lat 17 na Mistrzostwa Europy 2023. W drugim meczu Anglików na tym turnieju Lewis-Skelly zdobył gola po 7. minutach  wygranego ostatecznie 4:1 spotkania z Holandią.
6 września 2023 Lewis-Skelly zadebiutował w reprezentacji do lat 18 podczas przegranego 0:2 spotkania z Francją w Limoges. Miesiąc później, 2 listopada, został częścią składu Anglii U-17 na Mistrzostwa Świata 2023. 7 września 2024 Lewis-Skelly zadebiutował w reprezentacji do lat 19 podczas zremisowanego 1:1 spotkania z Chorwacją.

### Seniorska
14 marca 2025 Lewis-Skelly otrzymał od Thomasa Tuchela pierwsze powołanie do seniorskiej reprezentacji Anglii na mecze eliminacji do Mistrzostw Świata 2026 z Albanią i Łotwą. 21 marca zaczął spotkanie z Albanią jako lewy obrońca, a w 20. minucie zdobył debiutanckiego gola i otrzymał nagrodę dla zawodnika meczu. W wieku 18 lat i 176 dni został najmłodszym angielskim graczem, który zdobył bramkę podczas debiutu w pierwszej reprezentacji, bijąc rekord należący dotychczas do Marcusa Rashforda.

## Styl gry
Chociaż Lewis-Skelly jest przede wszystkim środkowym pomocnikiem, to potrafi pełnić zarówno role ofensywne, jak i defensywne. Dodatkowo w zespole Arsenalu do lat 21 oraz w pierwszym zespole, a także w reprezentacji Anglii występował na pozycji lewego obrońcy. Piłkarski serwis Goal opisał go jako "świetnie radzącego sobie z piłką przy nodze", posiadającego "imponującą technikę" oraz "siłę niezbędną, by poruszać się od jednego pola karnego do drugiego". Lewis-Skelly pod względem stylu gry porównywany był do takich graczy, jak Arturo Vidal i Michael Essien, czyli wszechstronnych pomocników zawsze gotowych do tego, by zaistnieć w trakcie meczu.

## Życie osobiste i rodzina
Matką Lewisa-Skelly'ego jest Marcia Lewis, która w 2022 stworzyła No1Fan.club, serwis, który ma wspierać rodziny z dziećmi w piłkarskich akademiach, oferując im warsztaty na temat rodzicielstwa w przypadku młodych ludzi uczęszczających do profesjonalnych akademii. "Mamy tutaj rodziców z lokalnych społeczności, którzy chcą zajrzeć za kulisy tego, czym jest akademia. Ich dzieci zostały dostrzeżone przez skautów i co to oznacza? powiedziała Lewis w rozmowie z BBC.

## Statystyki kariery

### Klubowej
Aktualne na dzień 12 sierpnia 2025
| Klub         | Sezon        | Liga           | Liga | Liga | Puchar Anglii | Puchar Anglii | Puchar ligi | Puchar ligi | Europa | Europa | Inne | Inne | Ogółem | Ogółem |
| Klub         | Sezon        | Liga           | Wyst | Gole | Wyst          | Gole          | Wyst        | Gole        | Wyst   | Gole   | Wyst | Gole | Wyst   | Gole   |
| ------------ | ------------ | -------------- | ---- | ---- | ------------- | ------------- | ----------- | ----------- | ------ | ------ | ---- | ---- | ------ | ------ |
| Arsenal U-21 | 2022/24      | —              | —    | —    | —             | —             | —           | —           | —      | —      | 2    | 0    | 2      | 0      |
| Arsenal U-21 | 2023/24      | —              | —    | —    | —             | —             | —           | —           | —      | —      | 2    | 0    | 2      | 0      |
| Arsenal U-21 | Total        | Total          | —    | —    | —             | —             | —           | —           | —      | —      | 4    | 0    | 4      | 0      |
| Arsenal      | 2024/25      | Premier League | 23   | 1    | 1             | 0             | 5           | 0           | 10     | 0      | —    | —    | 39     | 1      |
| Career total | Career total | Career total   | 23   | 1    | 1             | 0             | 5           | 0           | 10     | 0      | 4    | 0    | 43     | 1      |

1. 1 2  Występy w Football League Trophy
2. ↑  Występy w Lidze Mistrzów UEFA

### Reprezentacyjnej
Aktualne na dzień 12 sierpnia 2025
| Reprezentacja | Rok    | Występy | Gole |
| ------------- | ------ | ------- | ---- |
| Anglia        | 2025   | 3       | 1    |
| Ogółem        | Ogółem | 3       | 1    |

Aktualne na dzień 12 sierpnia 2025
Wynik Anglii podany jako pierwszy, kolumna "Gol na" wskazuje wynik po każdej bramce Lewisa-Skelly'ego
| Nr | Data          | Miejsce                         | Występ | Rywal   | Gol na | Wynik | Rozgrywki                            | Przyp. |
| -- | ------------- | ------------------------------- | ------ | ------- | ------ | ----- | ------------------------------------ | ------ |
| 1  | 21 marca 2025 | Stadion Wembley, Londyn, Anglia | 1      | Albania | 1:0    | 2:0   | eliminacje do Mistrzostw Świata 2026 | [ 42 ] |

## Sukcesy
Arsenal U-21
- Wicemistrzostwo FA Youth Cup: 2022/23[43]

Indywidualne
- Drużyna sezonu Premier League w EA Sports FC: 2024/25[44]